# Фонтан из кока-колы и Mentos

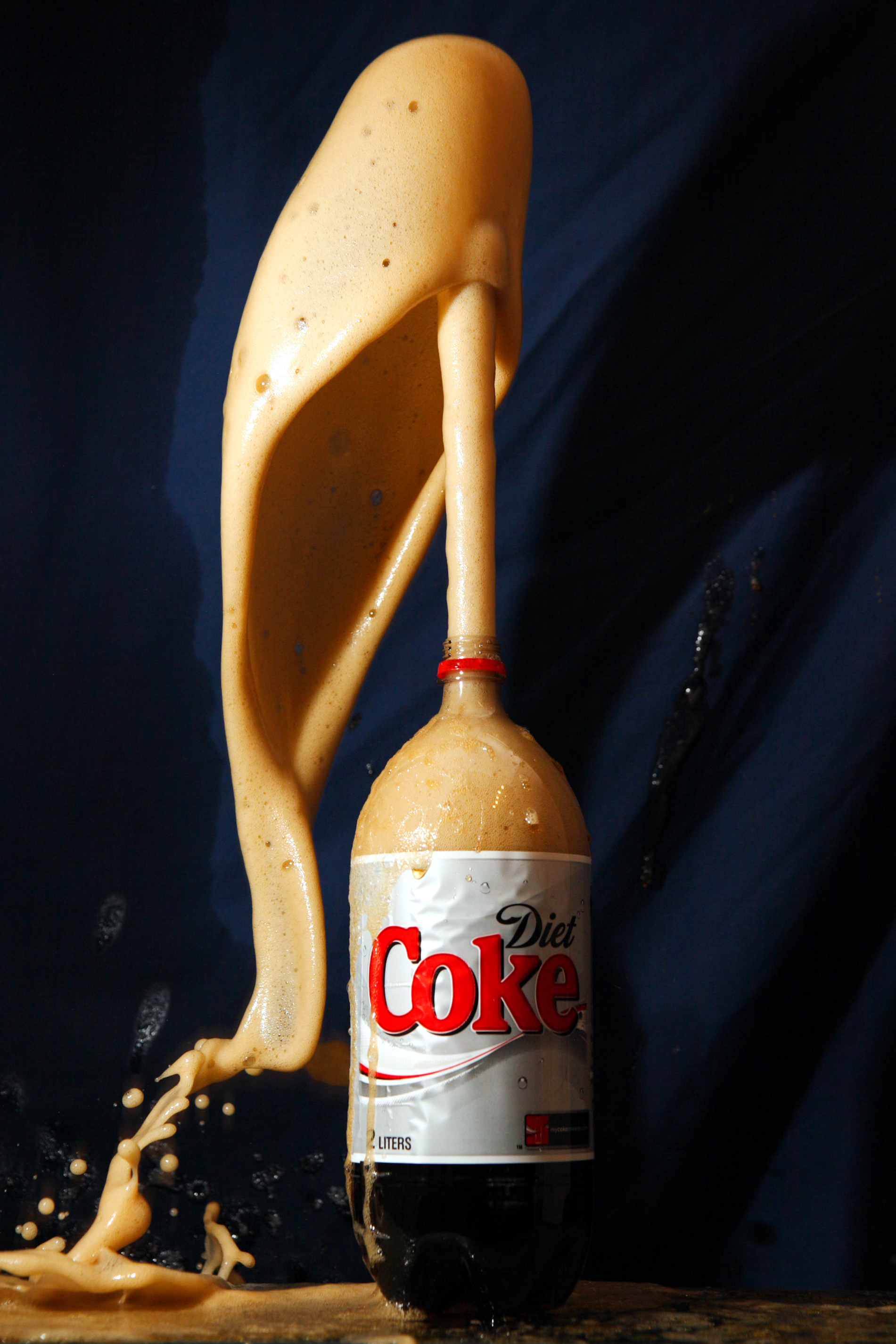
Фонтан из двухлитровой бутылки с диетической колой после опускания туда драже Mentos

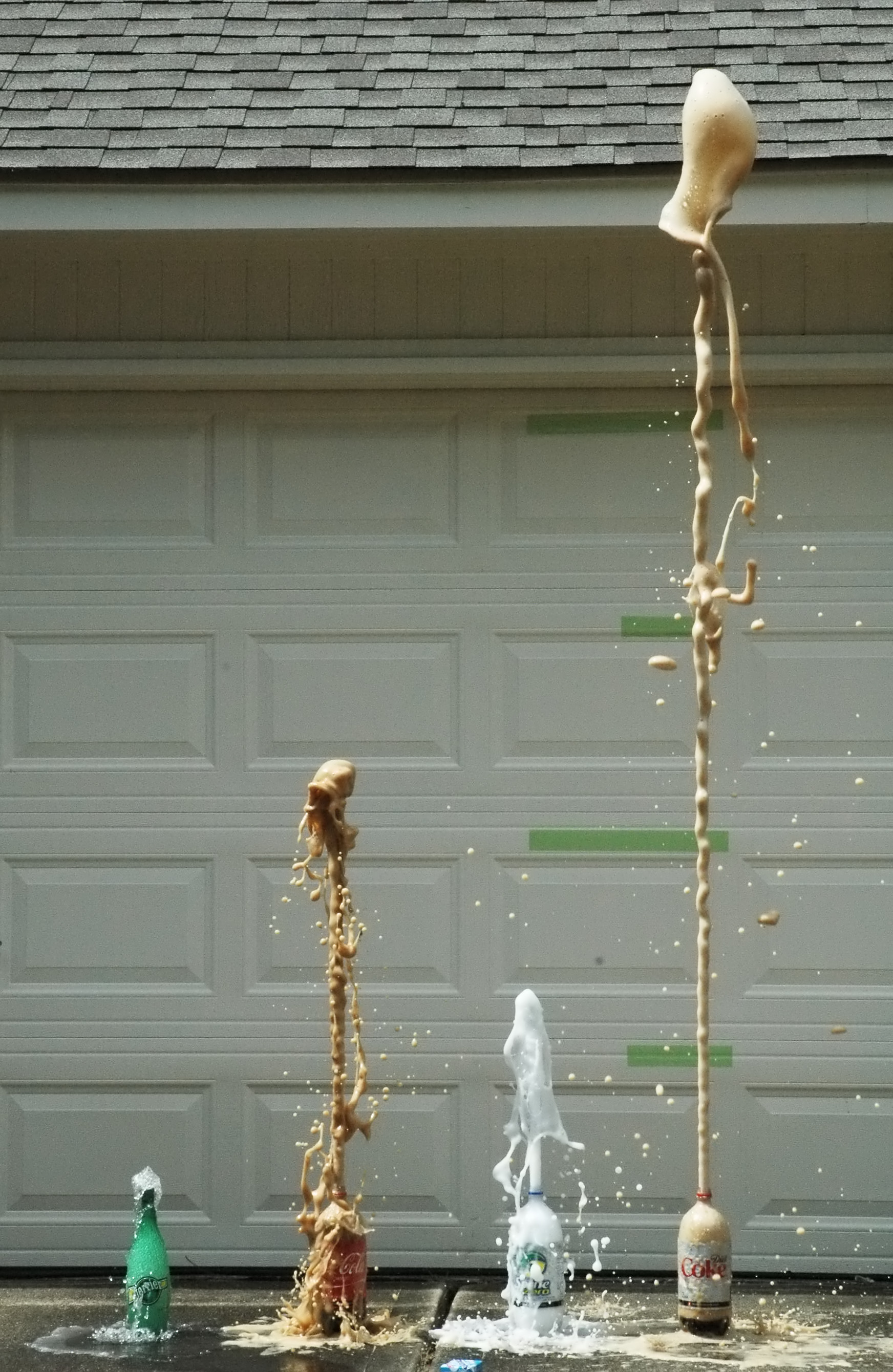
Фонтаны из бутылок с различными газированными напитками, слева направо: Перье, обычная Кола, Спрайт, диетическая Кола

Фонтан из колы и Mentos (также Извержение Mentos) — результат взаимодействия между диетической колой и драже Mentos в виде выброса струи пены из ёмкости, в которой находится напиток. Газ, освобождаемый на поверхности драже, выталкивает жидкость к верхней части ёмкости, а затем из неё, что приводит к образованию огромного фонтана из брызг. Впервые этот опыт был продемонстрирован на телевидении в 1999 году Ли Мареком и его Marek's Kid Scientists. Показанный по телевидению опыт Стива Спенглера был в 2005 году загружен в качестве вирусного ролика на сервис YouTube, что вызвало появление целой серии роликов с подобными экспериментами.

## История
В 1980 году для создания подобного фонтана были использованы драже Life Savers компании Wint-O-Green и содовая. Драже нанизывались на тонкую щёточку для очистки курительных трубок, которая затем помещалась в содовую, чтобы вызвать образование фонтана. В конце 1990-х годов производитель Life Savers увеличил размер выпускаемых драже, вследствие чего они больше не помещались в горлышко бутылки с содовой. Исследователи, однако, вскоре обнаружили, что драже Mentos при попадании в бутылку с газировкой вызывают тот же самый эффект.
Ли Марек и его Marek's Kid Scientists поставили эксперимент с диетической Кока-колой и драже Mentos в телепередаче «Позднее шоу с Дэвидом Леттерманом» в 1999 году. В марте 2002 года Стив Спенглер, учёный и педагог, продемонстрировал такой же опыт на телеканале KUSA-TV, филиале сети NBC, в Денвере, штат Колорадо. Эксперимент с «гейзером Mentos» стал интернет-сенсацией в сентябре 2005 года. Он также стал темой исследования в одном из эпизодов телевизионного сериала «Разрушители легенд» в 2006 году. Спенглер подписал с Perfetti Van Melle, производителем Mentos, лицензионное соглашение после изобретения устройства, сделанного, чтобы упростить задачу помещения Mentos в бутылку и добиться в результате фонтана большей мощности. The Amazing Toys, компания-производитель игрушек Спенглера, выпустила в феврале 2007 года игрушку под названием Geyser Tube. В октябре 2010 года в Книгу рекордов Гиннесса был занесён рекорд по данному эксперименту: на мероприятии, организованном Perfetti Van Melle в торговом комплексе SM Mall of Asia в Маниле, Филиппины, было устроено одновременно 2865 подобных фонтанов.

## Причины
Структура драже Mentos является главной причиной «извержения» струи из-за участков с гетерогенной нуклеацией. Поверхность мятного драже Mentos покрыта множеством маленьких отверстий, которые увеличивают площадь поверхности, доступной для реакции (и, следовательно, количество реагентов, способных вступать в реакцию друг с другом в конкретный момент времени), тем самым приводя к созданию диоксида углерода с образованием пузырьков с быстротой и количеством, необходимым для эффузии в виде «струи» («гейзера», «извержения»). Эта гипотеза получила дополнительную поддержку, когда в качестве «стартового перехода» к реакции была использована каменная соль. Тоня Коффи, физик из Аппалачского государственного университета в Буне, штат Северная Каролина, подтвердила, что шероховатая поверхность драже Mentos помогает ускорить реакцию. Коффи также удалось обнаружить, что аспартам, применяемый в диетической Кока-коле, снижает поверхностное натяжение и усиливает реакцию, в то время как кофеин не ускоряет её течение. Реакция с «извержением» осуществима с помощью обычной или диетической колы, хотя диетическая используется чаще, чтобы упростить отмывание брызг сладкой газировки.
После помещения мятного драже в напиток вокруг поверхности драже образуются пузырьки, которые устремляются к поверхности жидкости. Кроме того, плотность Mentos больше, чем плотность газировки, что приводит к погружению драже на дно сосуда. Эти два фактора в сочетании создают «извержение» газировки.
Бензоат калия, аспартам и газообразный диоксид углерода (содержащиеся в диетической коле), в сочетании с желатином и гуммиарабиком (ингредиентами Mentos), совместно действуют как эмульгаторы и способствуют образованию большого количества пены.